# Raquel Corral Aznar
Raquel Corral Aznar (Madrid, Espanya, 1 de desembre de 1980) és una nedadora de natació sincronitzada espanyola, guanyadora d'una medalla olímpica.

## Biografia
Va néixer l'1 de desembre de 1980 a la ciutat de Madrid.

## Carrera esportiva
Va participar, als 23 anys, en els Jocs Olímpics d'Estiu de 2004 realitzats a Atenes (Grècia), on va finalitzar quarta en la prova per equips i va aconseguir així un diploma olímpic. En els Jocs Olímpics d'Estiu de 2008 realitzats a Pequín (Xina) aconseguí guanyar la medalla de plata en aquesta mateixa prova.
Al llarg de la seva carrera esportiva ha guanyat 5 medalles en el Campionat del Món de natació, una d'elles d'or, a Roma, i 4 medalles en el Campionat d'Europa de natació, dues d'elles d'or.
Es va retirar de l'esport de competició al desembre de 2010.